# Малогородятичский сельсовет
Малогородятичский сельсовет — административная единица на территории Любанского района Минской области Республики Беларусь.

## Состав
Малогородятичский сельсовет включает 10 населённых пунктов:
- Большие Городятичи — деревня.
- Гуляево — посёлок.
- Дворец — посёлок.
- Дворище — деревня.
- Дворище — посёлок.
- Калиновка — деревня.
- Малые Городятичи — агрогородок.
- Паличин — деревня.
- Подгалье — посёлок.
- Приклинец — посёлок.